# روژه کارل
روژه کارل (فرانسوی: Roger Carel‎؛ زادهٔ ۱۴ اوت ۱۹۲۷) هنرپیشه اهل فرانسه است.
از فیلم‌ها یا برنامه‌های تلویزیونی که وی در آن نقش داشته است می‌توان به ۱۰۰۱ شب، ماجراهای تن‌تن اثر هرژه، مرد من، اوفلیا، آستریکس: سرزمین خدایان و آرسن لوپن اشاره کرد.